# N.º 1 da rua Bentinck

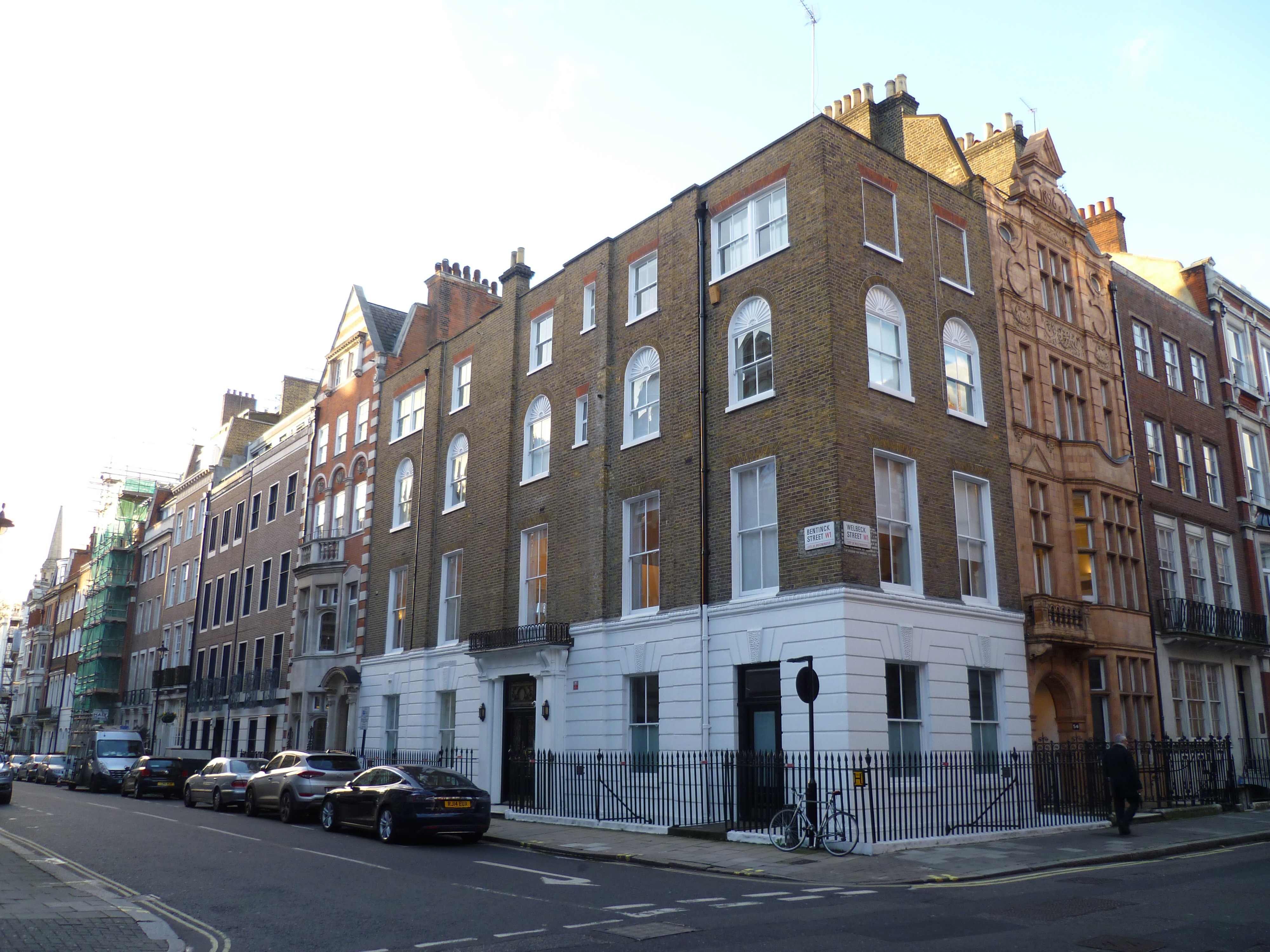
O N.º 1 da rua Bentinck fica na esquina com a rua Welbeck

N.º 1 da rua Bentinck é uma casa listada de grau II em Bentinck Street, na cidade de Westminster, Londres. A casa foi concluída por volta de 1800. Fica na esquina com a rua Welbeck.